# شاشة عرض رتينا

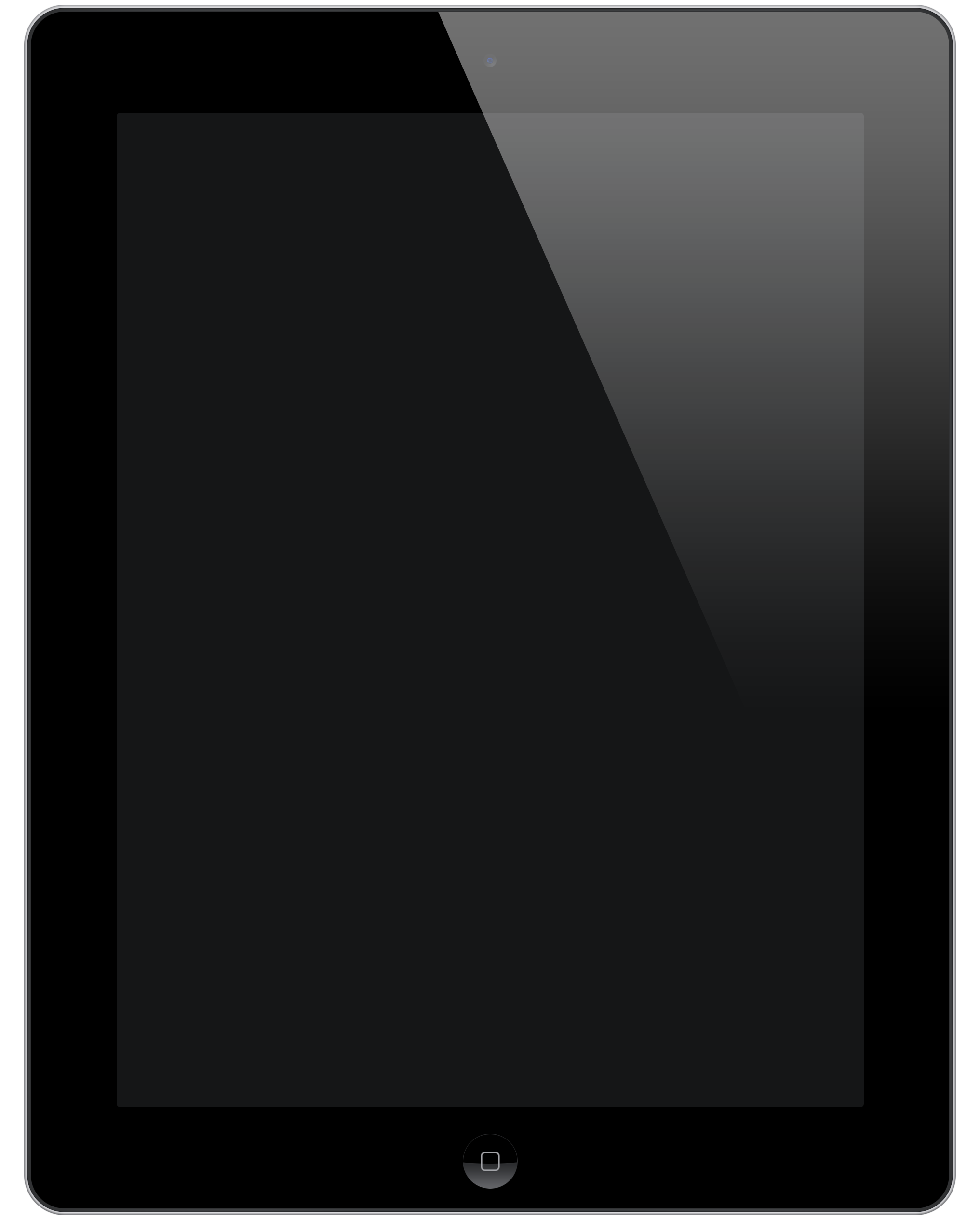
الآيباد الجديد هو أول آيباد يمتلك شاشة رتنا

شاشة عرض رتنا (بالإنجليزية: Retina Display)‏ هو اسم علامة تجارية مملوكة لشركة آبل، يُستخدم هذا المصطلح لعدد من منتجات آبل وهي آي فون(ابتداءَ من آي فون 4) وآي بود تتش (ابتداءً من الجيل الرابع) وآي باد (ابتداءً من الآيباد الجديد) وماك‌بوك برو.

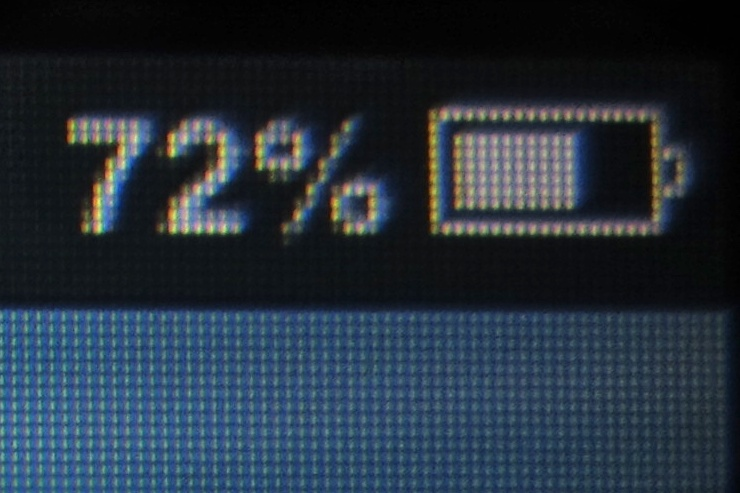
iPhone 3GS
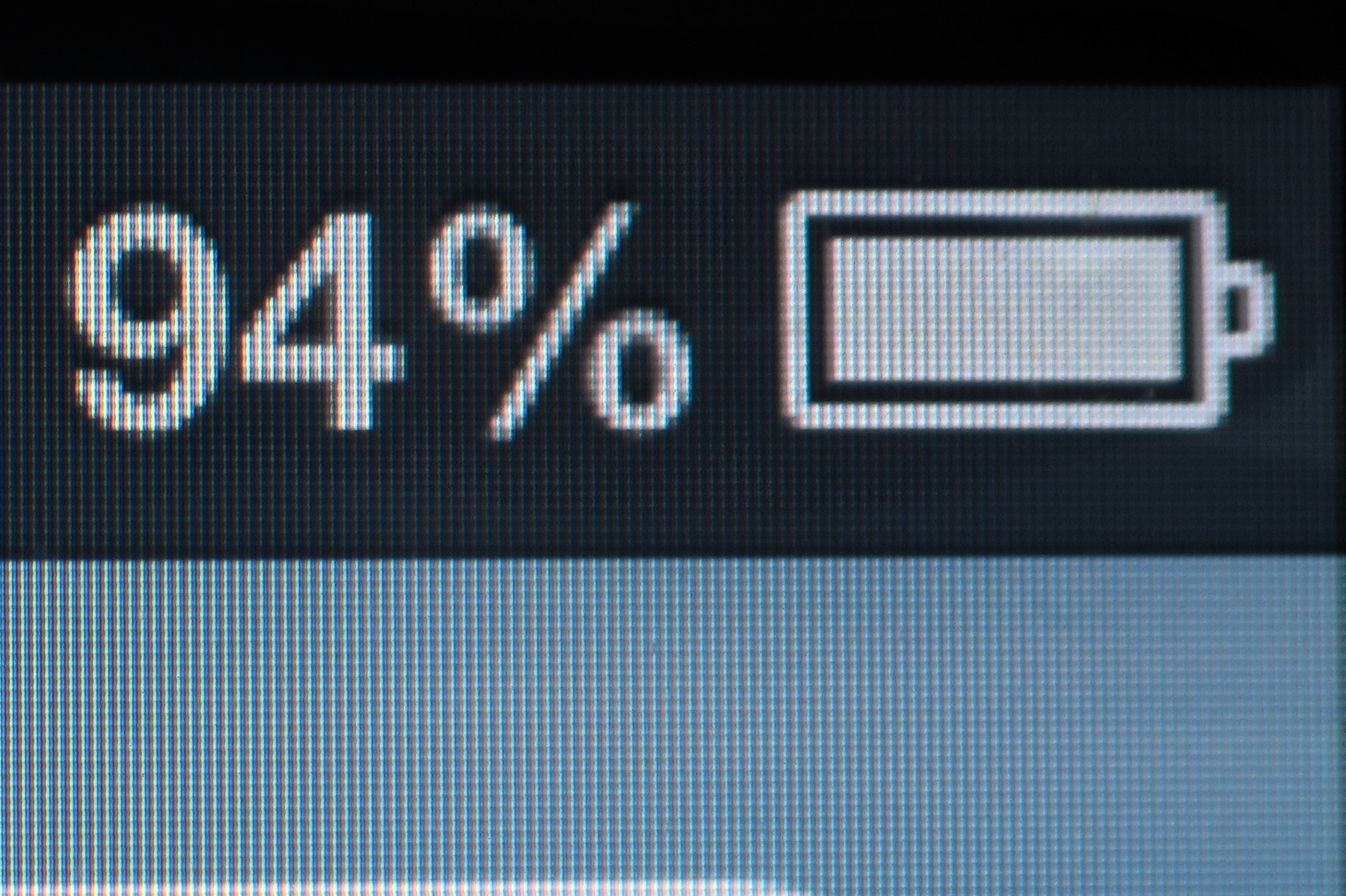
iPhone 4